# سعید قاسمی
سعید قاسمی (زاده ۱۳۳۹ تهران) نظامی بازنشسته و فعال سیاسی ایرانی است، که هم‌اکنون به‌عنوان مسئول قرارگاه مهندسی و جهادی احمد متوسلیان فعالیت می‌کند.
وی در طول جنگ ایران و عراق از اعضای سپاه پاسداران بود و در عملیات‌های فتح‌المبین، بیت‌المقدس، رمضان، والفجر مقدماتی، والفجر ۱، مسلم بن عقیل، والفجر ۳، والفجر ۴ و مرصاد بعنوان مسئول اطلاعات و عملیات لشکر ۲۷ محمد رسول‌الله حضور داشت. او دانش‌آموخته کارشناسی ارشد معماری از دانشگاه علم و صنعت است. وی همچنین از اعضای شورای مرکزی قرارگاه عمار و عضو پیشین شورای مرکزی انصار حزب‌الله می‌باشد.

## زندگی

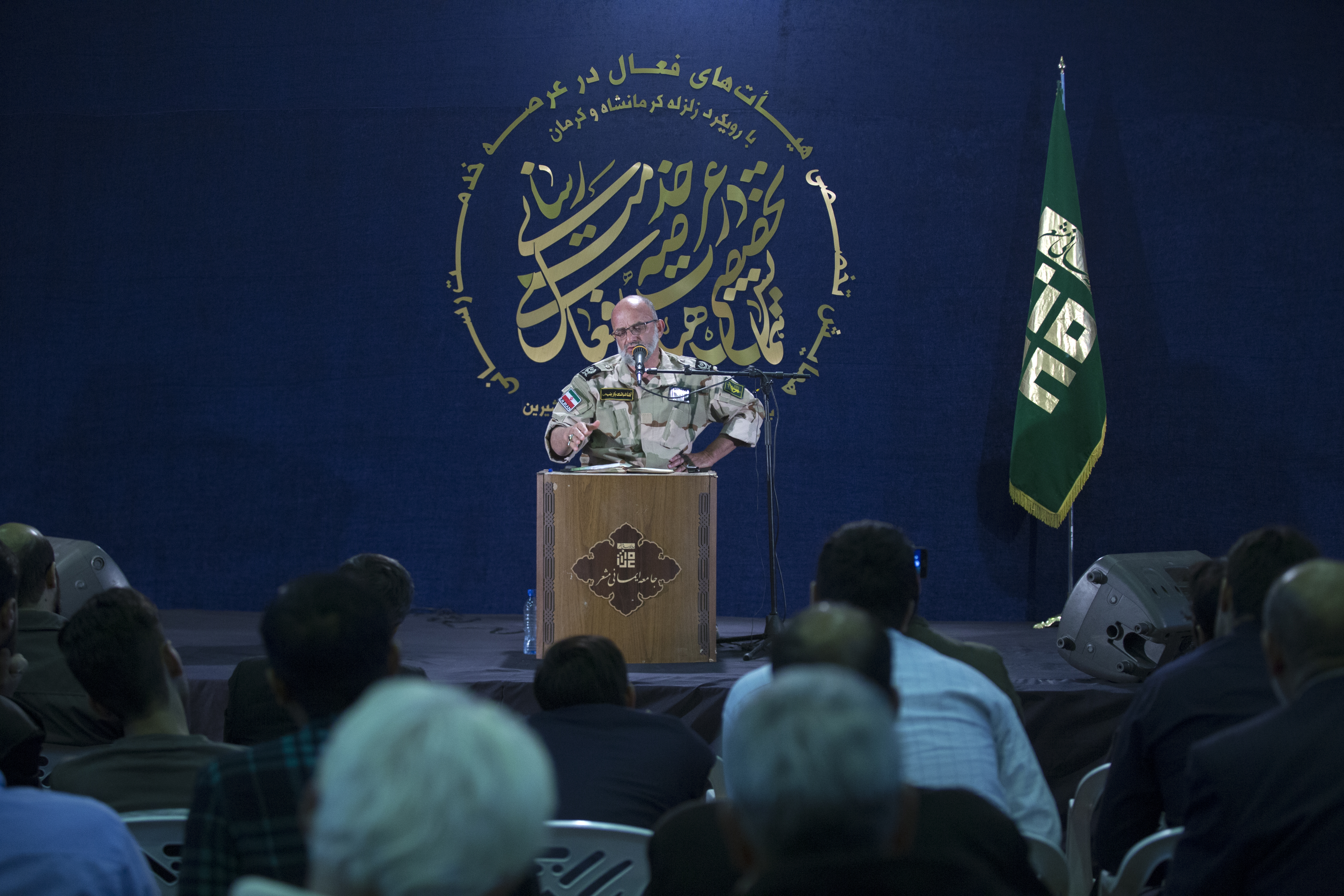
سخنرانی سعید قاسمی در همایش تخصصی هیئت‌های مذهبی فعال در عرصه خدمت رسانی در قصر شیرین کرمانشاه با رویکرد زلزله کرمانشاه و کرمان

سعید محمدقاسمی لنگرودی معروف به سعید قاسمی، در سال ۱۳۳۹ در خیابان مهر محله نارمک، تهران زاده شد. مادرش اهل آستانه اشرفیه، استان گیلان و پدرش اهل لنگرود می‌باشد.
وی پس از اخذ مدرک دیپلم، موفق به قبولی در آزمون اعزام به خارج و اخذ پذیرش در دانشگاه لیون در کشور فرانسه شد، ولی با شروع جنگ ایران و عراق از ادامه تحصیل انصراف داد و اندکی بعد، به سپاه پاسداران انقلاب اسلامی پیوست.
پس از پایان جنگ، مجدد در سال ۱۳۶۸ در رشته مهندسی معماری دانشگاه علم و صنعت پذیرفته شد. قاسمی علاوه بر فعالیت‌های فرهنگی و اجتماعی در گروه معماری، دانشگاه شهید رجایی به تدریس می پردازد.

## جنگ ایران و عراق
قاسمی در سال ۱۳۵۸ در قالب نیروهای سپاه منطقه ۷ به فرماندهی محمد بروجردی، راهی کردستان شد، سپس به واحد اطلاعات و عملیات سپاه مریوان پیوست، که فرمانده آن احمد متوسلیان بود. با شروع جنگ ایران و عراق راهی جنوب شد و پس از شکل‌گیری لشکر ۲۷ محمد رسول‌الله، به فرماندهی واحد اطلاعات و عملیات منصوب شد و در عملیات‌های فتح‌المبین، بیت‌المقدس، رمضان، والفجر مقدماتی، والفجر ۱، مسلم بن عقیل و والفجر ۳ و والفجر ۴ حضوری فعال داشت.
قاسمی در سال ۱۳۶۶ به‌عنوان معاون طرح و برنامه سپاه ولی‌امر به منصوب گردید و در سال ۱۳۶۷ در عملیات مرصاد فرمانده محور عملیاتی بود.
سعید قاسمی در آخرین مسئولیت رسمی خود، معاون اطلاعات نظامی نیروی دریایی سپاه بود، سپس به دلایل رسوایی که پس از فاش کردن اسناد و اسرار دولتی به وجود آمد، او به صورت محرمانه بازخرید شد، اما سخنگوی سپاه اعلام کرد که او بازنشسته شده‌است. مشارکت در بازسازی اماکن و خانه‌های مسکونی مناطق زلزله‌زدهٔ غرب کشور (کرمانشاه و سر پل ذهاب) از جمله آخرین فعالیت‌های او است.

## جنگ بوسنی
در فروردین ۱۳۹۸ قاسمی در مصاحبه‌ای تلویزیونی گفت در زمان جنگ بوسنی او و نظامیان دیگری تحت پوشش هلال احمر به این کشور اعزام شده بودند. وی گفت آنها در این مأموریت با نیروهای القاعده همکاری می‌کرده‌اند و القاعده‌ای‌ها از آنها الگوبرداری می‌کرده‌اند. اسناد ویکی لیکس موید اظهارات قاسمی در خصوص حضور اطلاعاتی نیروهای سپاه پاسداران در بوسنی، در پوشش هلال احمر است. در پی این سخنان روابط عمومی سپاه پاسداران از قاسمی انتقاد کرد و از او خواست به دشمن بهانه ندهد. رمضان شریف، سخنگوی سپاه پاسداران اظهارات وی را شخصی و فاقد اعتبار دانست.

## مواضع

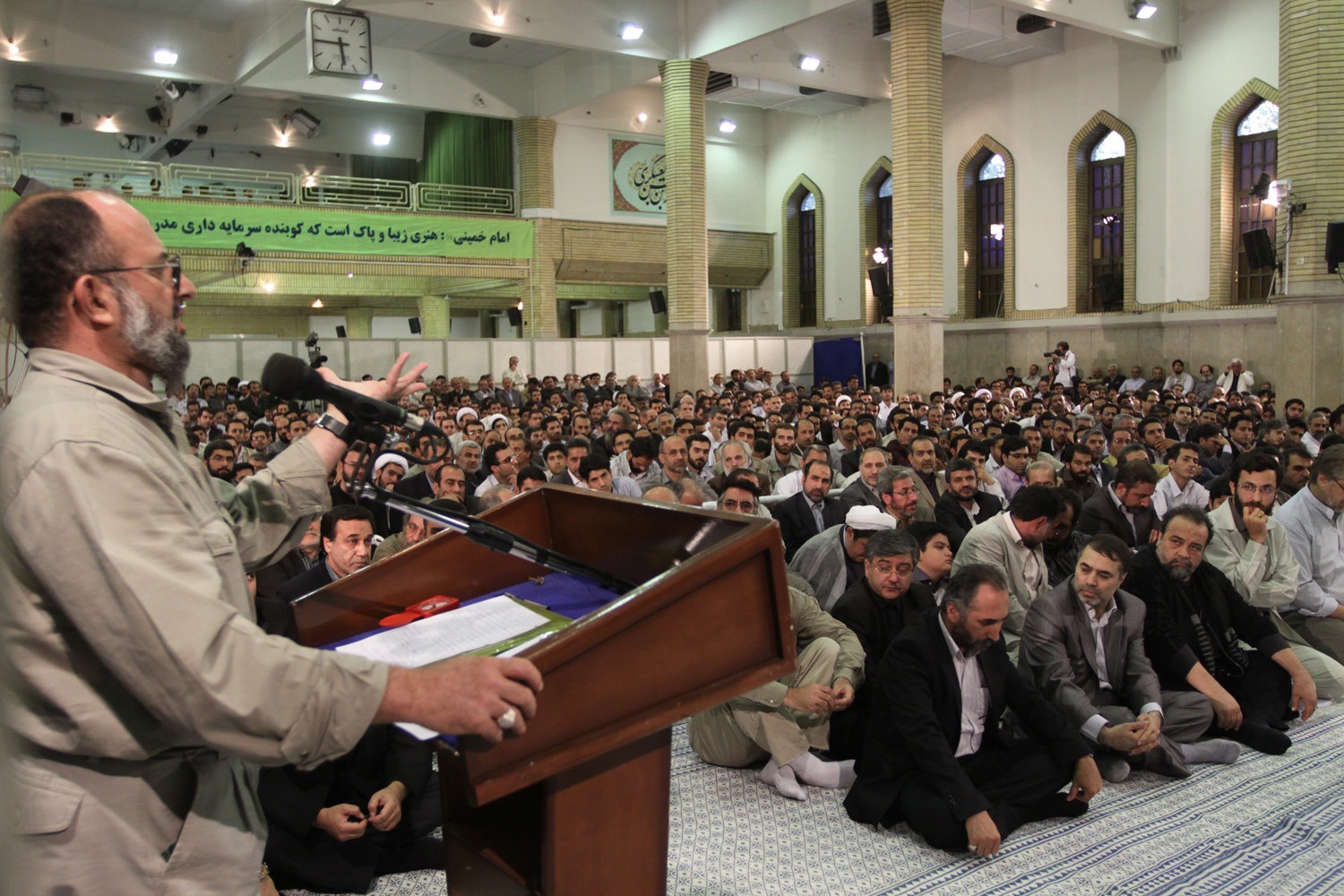
قاسمی در حال سخنرانی در جلسه دیدار هنرمندان حوزه جنگ با رهبر جمهوری اسلامی، در آبان ماه ۱۳۸۸

وی از منتقدان سرسخت پذیرش قطعنامه ۵۹۸ از سوی ایران است. قاسمی «پیامدهای انتخابات ریاست‌جمهوری دهم ایران» را مشابه «فرهنگ داعش» خوانده‌است. او از منتقدان اکبر هاشمی رفسنجانی و فرزندان او می‌باشد. قاسمی همچنین در پی مرگ اکبر هاشمی رفسنجانی، سخنان مجادله برانگیزی در مورد او دلایل مرگ و نحوه تشییع او از جمله عدم انتشار تصویر جنازه او بیان کرد که این سخنان با انتقاد وکیل خانواده هاشمی و سیاسیون اصولگرا و اصلاح‌طلب مواجه شد و مشاور رفسنجانی نیز تصویر جنازه او را منتشر کرد.
سعید قاسمی در یک برنامه طنز سیاسی با عنوان نطنز، از قطعنامه ۵۹۸ تحت عنوان برجام ۵۹۸ نام برد.
وی تنها شخصی است که سیدحسن فیروزآبادی را در صفحه اینستاگرام خود به انتقاد گرفت و داشتن ملک در کانادا را برای شخصیت انقلابی مثل او، غیرقابل قبول دانست.
در خرداد ۱۴۰۰ قاسمی با تهدید محمود احمدی‌نژاد، محمدجواد ظریف، حسن روحانی و عفت مرعشی و تحریم‌کنندگان انتخابات ریاست‌جمهوری ۱۴۰۰، به آنها گفت اگر جرات دارند به خیابان بیایند چرا که او و حزب‌الله با آنها برخورد خواهند کرد.